# IC 1890
IC 1890 ist eine Linsenförmige Galaxie vom Hubble-Typ S0 im Sternbild Widder am Südsternhimmel. Sie ist schätzungsweise 459 Millionen Lichtjahre von der Milchstraße entfernt und hat einen Durchmesser von etwa 95.000 Lichtjahren.
Im selben Himmelsareal befinden sich u. a. die Galaxien IC 279, IC 1891, IC 1893, IC 1894.
Die Typ-Ia-Supernova SN 2013gv wurde hier beobachtet.
Das Objekt wurde am 27. Dezember 1897 vom französischen Astronomen Stéphane Javelle entdeckt.